# Fossieux
Fossieux là một xã trong vùng Grand Est, thuộc tỉnh Moselle, quận Château-Salins, tổng Delme. Tọa độ địa lý của xã là 48° 51' vĩ độ bắc, 06° 19' kinh độ đông. Fossieux có điểm thấp nhất là 189 mét và điểm cao nhất là 258 mét. Xã có diện tích 5,06 km², dân số vào thời điểm 2005 là 159 người; mật độ dân số là 31,8 người/km². Xã nằm về phía đông nam của Metz, thuộc Pháp từ năm 1661.

## Thông tin nhân khẩu
| 1962 | 1968 | 1975 | 1982 | 1990 | 1999 |
| ---- | ---- | ---- | ---- | ---- | ---- |
| 115  | 118  | 118  | 113  | 141  | 149  |